# Maxkron
Maxkron (veraltet Maxlkron und Maxelkron) ist ein Gemeindeteil der oberbayerischen Kleinstadt Penzberg im Landkreis Weilheim-Schongau. 

## Lage
Das Dorf liegt circa 2,5 Kilometer nordöstlich vom Penzberger Stadtkern an der Loisach. Am gegenüberliegenden Flussufer liegen die zu Bad Heilbrunn gehörenden Dörfer Hohenbirken und Unterkarpfsee. Der Ort unterteilt sich in Ober- und Untermaxkron. Durch Untermaxkron verläuft die Staatsstraße 2370.

## Geschichte
Maxkron entstand ab 1802 als Ansiedlung von sogenannten „Landfahrern“ im Loisachmoor. Die erste Ortsbegehung durch interessierte Landfahrer, die umliegenden Bauern, den zuständigen Oberjäger und einen Notar des Landgerichts Weilheim fand am 9. September 1802 statt. Die Siedler erhielten 6–15 Tagwerk Grund zugewiesen, den sie zunächst urbar machen mussten, um darauf ein Haus zu errichten. Das Bauholz wurde den Siedlern ebenfalls gestellt. Die umliegenden Bauern beklagten sich mehrfach über Unrechtmäßigkeiten der Kolonisten und auch die Gemeinde Sankt Johannisrain erkannte Maxkron bis 1857 nicht als Gemeindeteil an, obwohl die Siedlung im Gemeindegründungsakt von 1813 ausdrücklich als solcher aufgeführt ist. Bis zum Bau des Maxkroner Stegs über die Loisach im Jahr 1934 war an dessen Stelle eine Fähre im Einsatz.
Benannt wurde der Ort nach dem ersten bayerischen König Max I. Joseph.
1818 gehörte Maxkron zur römisch-katholischen Pfarrei St. Vitus Iffeldorf, dann zu St. Peter und Paul Antdorf und seit der Gründung 1899 zur Pfarrei Penzberg.
Seit 1901 besteht der Trachtenverein G.T.E.V. Loisachtaler Maxkron sowie seit 1958 die SpVgg Maxkron.
| Jahr | Einwohner | Gebäude (ab 1885 nur Wohngebäude) |
| ---- | --------- | --------------------------------- |
| 1813 | 87        | 17                                |
| 1818 | 109       | 15                                |
| 1825 | 96        | 14                                |
| 1861 | 156       | 19                                |
| 1871 | 231       | 41                                |
| 1885 | 240       | 41                                |
| 1900 | 315       | 48                                |
| 1925 | 325       | 55                                |
| 1950 | 332       | 56                                |
| 1961 | 257       | 52                                |
| 1966 | 311       |                                   |
| 1970 | 239       |                                   |
| 1987 | 431       | 120                               |